# Gremlins 2: The New Batch (Elite Systems)
Pour le jeu sur NES et sur Game Boy, développé par Sunsoft, voir Gremlins 2: The New Batch (Sunsoft).
Gremlins 2: The New Batch est un jeu vidéo d'action édité par Elite Systems en 1990 sur divers ordinateurs. Il est inspiré du film Gremlins 2, la nouvelle génération.

## Réception
- Tilt : 13/20 (version Amiga)[1]